# Zygogynum tanyostigma
Espèce
Statut de conservation UICN

 VU B1+2c : Vulnérable
(1998) 
Zygogynum tanyostigma est une espèce de plantes à fleurs de la famille des Winteraceae. C'est un arbuste endémique à la Nouvelle-Calédonie.

## Description
C'est un arbuste de 6 m de haut aux rameaux grêles.
Les fleurs, rougeâtres, sont solitaires ou sur des inflorescences partielles (jusqu'à 30 fleurs).

## Répartition et habitat
La plante est endémique au Nord-Est de la Grande Terre, au Mont Panié, en forêt dense humide et dans le maquis de montagne, sur des sols plus ou moins profonds voir érodés de substrat sédimentaire.
L'espèce est extrêmement localisée, mais bien que située dans une zone protégée, elle n'est que rarement mentionnée.